# Hotel Transylvánie: Transformánie
Hotel Transylvánie: Transformánie je americký animovaný film. Jeho režisérem je Derek Drymon a Jennifer Kluska, který stál i za předchozími dvěma filmy série – Hotel Transylvánie (2012), Hotel Transylvánie 2 (2015) a Hotel Transylvánie 3: Příšerózní dovolená (2018). Hlavní postavu hraběte Drákuly namluvil opět Brian Hull. Další postavy namluvili například Andy Samberg, Selena Gomezová a Steve Buscemi. Řada dabérů se podílela i na předchozích tři filmech.